# José Casamayor
José Casamayor (Buenos Aires, Argentina, ¿? - ibídem, julio de 1942) fue un primer actor argentino.

## Carrera
Casamayor fue un actor teatral, que cubrió roles de reparto en algunos filmes argentinos.
Su carrera cinematográfico no siguió prosperando debido a su repentina muerte acaecida en 1942. En su breve incursión por la pantalla grande actuó con figuras como Ada Falcón, Juan Giussani, Pablo Acciardi, Carlos Morganti, Raimundo Pastore, Juan Bono, Alicia Vignoli y Roberto Airaldi.

### Filmografía
- 1919: El festín de los caranchos
- 1939: Palabra de honor
- 1939: Veinticuatro horas en libertad
- 1941: El cura gaucho[3]

### Teatro
En teatro encabezó su propia compañía teatral formada en la década del '20. En 1922 actúa junto a Blanca Podestá, Blanca Vidal, Miguel Faust Rocha y Juan Guisani en la obra La enemiga.
En 1923 estrenó en el Teatro Marconi la obra El rey de los hoteles, donde debutó actoralmente Osvaldo Miranda.
En 1926 trabajó en la obra Carne de vicio junto con Gloria Bayardo, Amelia Sinisterra, Juan Bono y Juan Carlos Marambio Catán, este último interpretaba el tango Me miro en tus ojos, de Ricardo Hicken en el Teatro Smart.
Un año después hizo la obra Yo vine a vender mi cuerpo de Luis García Lynch, acompañado del cantor Antonio De Bassi, en el Teatro Bataclán. También en ese año y en ese mismo teatro, y mientras integraba el elenco de La casa del placer, una comedia de autores europeosl junto con Blanca Ramos, hizo en el Teatro Smart la obra Pensión Ritan, junto con la primera actriz Elsa O'Connor y Pepe Arias.
En 1931 integró la Compañía Blanca Podestá, con quien hizo la obra Sombras en la Pared, junto con los actores Blanca Vidal, Teresa Senén, Malena Podestá, Julia Alonso, Agustín Zama, Rafael Scuri, José Podestá y Juan Carlos Croharé .También trabajó con la actriz Leticia Scuri.
En 1936 hizo una obra El derecho de matar inspirada en la novela de Raúl Baron Biza, dirigida por Marcos Bronenberg, Mario Bellini y Ricardo Ruiz, junto con Rosa Volpe, Martín Zabalúa y Darío Cossier.
Trabajó en La cooperativa Renovación dirigida por Defilippis Novoa, y junto a la gran actriz Gloria Ferrandiz.
También actuó junto con otros actores como César Ratti, Marcelo Ruggero, José Podestá, Jerónimo Podestá, Segundo Posset, Pablo Acciardi, Panchito Aranaz, Enrique Arellano y Cárlos Espila.